# Bakcheios (Epiklese)
Bakcheios oder Bakchios (altgriechisch Βακχεῖος Bakcheíos oder Βάκχιος Bákchios) ist in der griechischen Mythologie ein Epitheton (sprachlicher Zusatz), aber auch eine Epiklese (Anrufung) des Gottes Dionysos.
Als Beiname ist er sowohl in der Dichtkunst seit den homerischen Hymnen als auch in Prosatexten seit Herodot weit verbreitet. Die Schreibweise Bakchios kommt hingegen nur in der Dichtung vor.
Kultname des Dionysos war Bakcheios laut Pausanias in Korinth und Sikyon, darüber hinaus ist er inschriftlich aber auch für Rhodos – und dort mit eigenem Fest – und Tralleis belegt.